# 魔女に捧げるトリック
『魔女に捧げるトリック』（まじょにささげるトリック）は、渡辺静による日本の漫画作品。『週刊少年マガジン』（講談社）にて、2020年39号から2021年19号まで連載された。同誌2021年1号では真島ヒロの『EDENS ZERO』とコラボした。
現代に生きる天才マジシャンである主人公が中世ヨーロッパにタイムスリップし、魔法ではないが一般的ではない「魔女の技術」（ウィッチクラフト）を持つがゆえに異端審問官に理不尽な魔女裁判を受けて「魔女」と認定されたヒロインたちを、当時の人々からは「魔法」にしか見えないマジックを駆使して処刑から救い出す物語であり、毎回マジックを行った後でそのトリックが読者に対して図で説明されるのが特徴。
第一話の扉絵では主人公と5人の「魔女」たちが描かれており、物語の展開に伴って順に一人ずつ仲間になっていたのだが、4人目の魔女を救出した時点で突然「第一部完」として連載が終了し、5人目の魔女は未登場のまま終わった。

## あらすじ
本物の魔法に憧れる天才マジシャン・針井マキトは引退公演によるマジックショーで事故にあい、中世ヨーロッパ風の建物が立ち並ぶ世界で目を覚ます。魔法が存在する異世界に転生したと喜んだものの、そこは現代から約400年前の魔女狩りの時代だった。

## 登場人物

### 主人公と魔女たち
針井マキト（はりい マキト）
ミア・カルペッパー
リーゼ・ガンツ
ヘルガ・ブットゲライト
ブリギット

#### 悪魔崇拝者
ラウラ・ブットゲライト （魔女ヘルガの妹）
ギィル
イザベル
アンヌ
ロミ・アウアー
ロベルト

#### ブリギットの仲間の動物たち
キャンティ
ガウディ
メルル
バウワー
カーティス

### 鉄槌
ピエトロ大司教
ヴァレリー司祭
ルーチョ司祭
カルロ司祭

### 異端審問官
ボゲ司祭
フィリッポ司祭

## 書誌情報
- 渡辺静『魔女に捧げるトリック』講談社〈講談社コミックスマガジン〉、全4巻
  1. 2020年11月17日発売[3][4]、ISBN 978-4-06-521435-0
  2. 2021年1月15日発売[5]、ISBN 978-4-06-521958-4
  3. 2021年4月16日発売[6]、ISBN 978-4-06-522886-9
  4. 2021年6月17日発売[7]、ISBN 978-4-06-523578-2